# Arp 312
Arp 312 ist ein interagierendes Galaxientrio im Sternbild Herkules am Nordsternhimmel, die schätzungsweise 528 Millionen Lichtjahre von der Milchstraße entfernt ist. Halton Arp gliederte seinen Katalog ungewöhnlicher Galaxien nach rein morphologischen Kriterien in Gruppen. Dieses Galaxientriplett gehört zu der Klasse Gruppen von Galaxien.
| Bezeichnung   | α J2000.0     | δ J2000.0    | Morphologischer Typ | mV   | Winkelausdehnung | Positionswinkel | Entfernung (Mio. Lj.) |
| ------------- | ------------- | ------------ | ------------------- | ---- | ---------------- | --------------- | --------------------- |
| MCG +08-31-04 | 16h 49m 45,7s | +46° 42′ 29″ |                     | 16   | 0′,47 × 0′,27    |                 |                       |
| MCG +08-31-05 | 16h 49m 48,5s | +46° 43′ 05″ |                     | 15,4 | 0′,4 × 0′,4      |                 | 528                   |
| MCG +08-31-06 | 16h 49m 50,2s | +46° 42′ 50″ |                     | 15,7 | 0′,3 × 0′,3      |                 |                       |